# Чаква
Ча́ква — село в Антонівській сільській громаді Вараського району Рівненської області України. Населення становить 533 осіб.

## Географія
Селом протікає річка Чаква, яка впадає у річку Горинь.

## Населення
За переписом населення 2001 року в селі мешкали 523 особи.

### Мова
Розподіл населення за рідною мовою за даними перепису 2001 року:
| Мова       | Відсоток |
| ---------- | -------- |
| українська | 99,06 %  |
| російська  | 0,94 %   |